# Belyj sneg Rossii
Belyj sneg Rossii (russisk: Белый снег России) er en sovjetisk spillefilm fra 1980 af Jurij Vysjinskij.

## Medvirkende
- Aleksandr Mikhajlov som Aleksander Alekhin
- Vladimir Samojlov som Aleksandr Kuprin
- Jurij Kajurov som Nikolaj Krylenko
- Natalja Gundareva som Nadezjda
- Kristina Mikolajewska som Grace Wishard